# Belimeł
Belimeł (bułg. Белимел) – wieś w Bułgarii, w obwodzie Montana, w gminie Cziprowci. Według danych szacunkowych Ujednoliconego Systemu Ewidencji Ludności oraz Usług Administracyjnych dla Ludności, 15 czerwca 2020 roku miejscowość liczyła 220 mieszkańców.

## Historia
Nad wioską wznosi się stare rzymskie miasto, którego ruiny można oglądać do dziś. Mieszkańcy wsi wzięli udział w powstaniu cziprowskim w 1688 roku.

## Osoby związane z miejscowością

### Urodzeni
- Dolores Arsenowa (1932) – bułgarska polityk